# Marco Livio Salinatore
Marco Livio Salinatore (254 a.C. – 204 a.C.) è stato un politico romano console insieme con Lucio Emilio Paolo e poi con Gaio Claudio Nerone, fu vincitore durante la seconda guerra illirica e contribuì alla sconfitta di Asdrubale al Metauro; in seguito fu censore (204). Il suo cognomen (Salinator) deriva dall'istituzione di una tassa sul sale, da lui promossa durante la censura, che divenne ereditario nella sua famiglia.
Presso la sua famiglia lavorò come precettore e  tradusse l’Odissea in latino il celebre poeta Livio Andronico.

## Biografia

### Il primo consolato

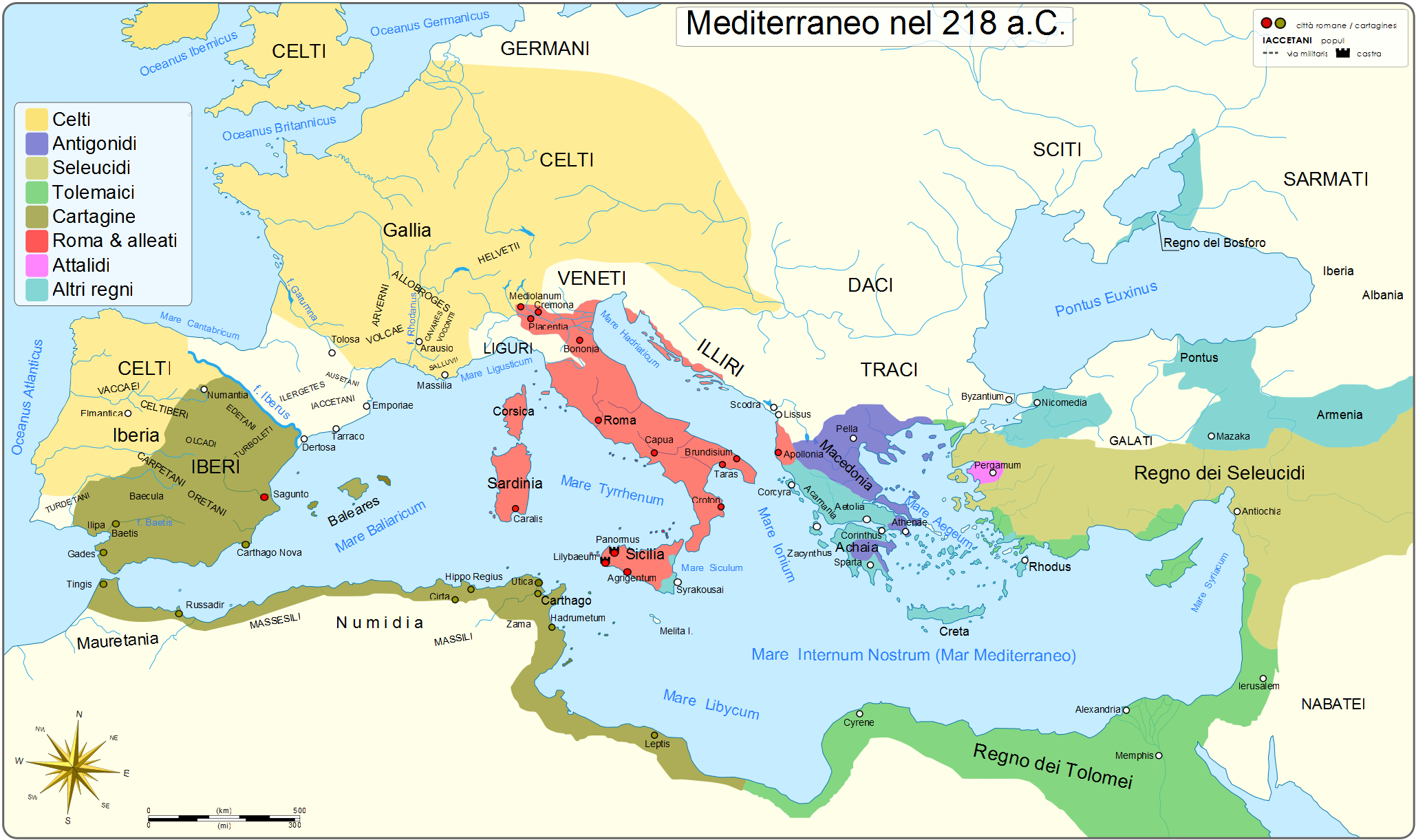
Il Mediterraneo nel 218 a.C., l'anno prima del consolato di Marco Livio.

Fu console nel 219 a.C. assieme a Lucio Emilio Paolo.
Entrambi i consoli furono inviati contro gli Illiri che si erano sollevati (219 a.C.). I consoli conclusero rapidamente la guerra, sottomettendo le roccaforti e costringendo il capo della sollevazione, Demetrio, a rifugiarsi presso Filippo V di Macedonia. Polibio attribuisce questi risultati a Emilio Paolo, ma da altre fonti sappiamo che la guerra fu condotta da entrambi i consoli che infatti ebbero il trionfo assieme.
Verso la fine del 219 a.C., fu inviato come ambasciatore dal Senato romano a Cartagine, dopo la resa di Sagunto, per capire se fosse stato Annibale ad aggredire Sagunto oppure se avesse ricevuto l'ordine dal senato cartaginese. La delegazione era composta da Quinto Fabio, Marco Livio Salinatore, Lucio Emilio Paolo, Gaio Licinio Varo e Quinto Bebio Tamfilo.
Di ritorno dalla missione a Cartagine, subì un processo insieme a Emilio Paolo perché accusati di aver diviso non correttamente il bottino di guerra. Paolo riuscì a sfuggire all'accusa anche se con difficoltà, mentre Livio fu condannato da tutte le tribù meno una. Sembra che la sentenza fosse ingiusta e Livio si ritirò nei suoi possedimenti in campagna dove rimase per alcuni anni senza partecipare alla vita politica. Dopo sette anni, nel 210 a.C., durante la seconda guerra punica Roma non poteva più di fare a meno di un qualsiasi cittadino nella guerra per la sopravvivenza e Livio Salinatore fu richiamato dai consoli e fu invitato a riprendere il suo posto in Senato, dove però non parlò per altri due anni finché non fu spinto a prendere parola per difendere, nel 208 a.C., un suo parente, M. Livio Macato, accusato anch'egli ingiustamente. L'anno successivo, il 207 a.C. fu eletto console per la seconda volta assieme a Gaio Claudio Nerone.

### Il secondo consolato (207 a.C.)
L'invasione dell'Italia settentrionale da parte di Asdrubale Barca aveva reso ancora più pressante la richiesta di generali esperti. La costituzione romana imponeva che uno dei due consoli fosse plebeo e la morte di molti generali plebei aveva lasciato praticamente disponibile solo Livio. Quindi la repubblica cercò di affidare a lui la propria salvezza.
Dapprima Livio rifiutò con decisione la propria candidatura: 
(Livio, XXVII, 34)
I senatori (patres et M. Furium memorantes revocatum de exsilio patriam pulsam sede sua restituisse--ut parentium saevitiam, sic patriae patiendo ac ferendo leniendam esse) ricordarono come anche Furio Camillo ritornato dall'esilio, avesse salvato la patria. Alla fine si arrese agli appelli del Senato e accettò l'elezione al consolato.

#### Battaglia del Metauro

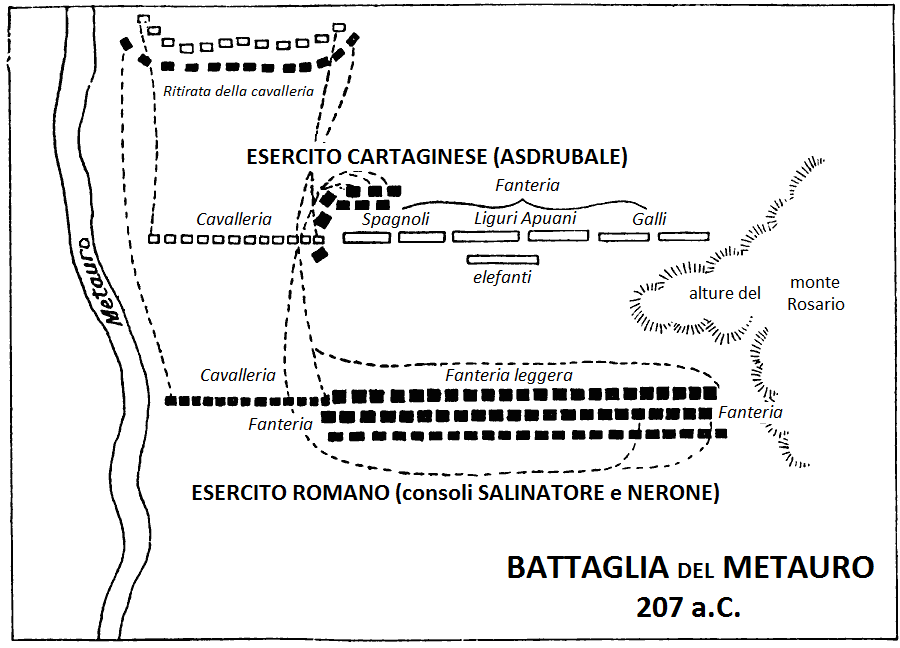
Schema della battaglia del Metauro.

Salinatore procedette nella guerra con un forte risentimento nei confronti dei suoi compatrioti. Quando Fabio Massimo (il Temporeggiatore) lo invitò a non dare battaglia finché non fosse stato ben informato delle forze nemiche, Livio rispose, che avrebbe combattuto appena possibile, per poter guadagnare la gloria dalla vittoria oppure la soddisfazione di vedere la sconfitta dei suoi concittadini.  Il suo comportamento, tuttavia, non fu impetuoso quanto le sue parole. L'estrazione a sorte decise che Livio si sarebbe dovuto opporre ad Asdrubale nel nord e che Nerone avrebbe dovuto combattere contro Annibale nel sud. Asdrubale voleva riunirsi con Annibale, ma alcuni cavalieri, inviati al fratello, per portare le indicazioni sui suoi movimenti e proporgli di riunirsi in Umbria, furono intercettati da Nerone.
Questi immediatamente rispose inviando subito 7.000 uomini e poi raggiunse Livio nel suo accampamento a Sena.  I due consoli decisero di ingaggiare subito battaglia;  ma Asdrubale, avendo saputo dell'arrivo dell'altro console, evitò il combattimento e si ritirò verso Ariminum. I Romani lo inseguirono e lo costrinsero allo scontro, avvenuto probabilmente presso Montemaggiore al Metauro. Nella battaglia l'esercito cartaginese fu completamente sconfitto e Asdrubale stesso cadde in combattimento.

#### Il trionfo
I consoli celebrarono il trionfo alla fine dell'estate, Livio sul carro e Nerone che cavalcava al suo fianco. Livio ebbe il posto di maggior rilievo perché la battaglia si era svolta nel territorio assegnato a lui come provincia e aveva tratto gli auspici, anche se l'opinione pubblica riteneva che il merito della vittoria fosse da ascrivere a Nerone. Inoltre il suo esercito era potuto rientrare a Roma, mentre l'esercito di Nerone era dovuto rimanere per disposizione del Senato a bada di Annibale in provincia.
Nello stesso anno, il 207 a.C., Livio fu nominato dictator comitiorum habendorum causa (dittatore per radunare i comitia per le elezioni) e l'anno successivo come proconsole stette in Etruria con un esercito costituito da due legioni di volones e il suo imperium (comando) fu prolungato per altri due anni.
Verso la fine del 205 a.C. Livio avanzò dall'Etruria nella Gallia Cisalpina, per sostenere il pretore Spurio Lucrezio, che doveva cercare di fermare Magone, che era sbarcato in Liguria.

### La censura
Nel 204 a.C. Livio fu eletto censore assieme al suo vecchio avversario e ex-collega di consolato, Claudio Nerone.
I rancori a lungo soffocati di questi uomini fieri e altezzosi scoppiarono di nuovo durante la loro censura e provocarono non poco scandalo nello Stato.
Alla fine della censura, quando i censori dovevano rendere i consueti giuramenti e depositare le annotazioni del loro ufficio nell'aerarium, ciascuno lasciò il nome del suo collega fra gli aerarii e Livio, inoltre, lasciò come aerarii i cittadini di tutte le tribù, perché lo avevano condannato e dopo la sua condanna era stato comunque eletto al consolato e alla censura. Salvò solo la tribù Maecia, che era stata l'unica a non condannarlo.
L'indignazione dei romani per il comportamento in atti dei censori spinse Cn. Baebius, il tribuno della plebe, a portare un'accusa contro entrambi;  ma il processo fu lasciato cadere per l'influenza del senato, che pensava fosse meglio sostenere il principio dell'irresponsabilità dei censori che infliggere loro la meritata punizione.  Livio, nella sua censura, impose una tassa sul sale, di conseguenza ebbe il cognomen di Salinator.
Secondo la tradizione, Marco Livio Salinatore, o più probabilmente il figlio Gaio, fondò la città di Forlì, col nome di Forum Livii, probabilmente nel 188 a.C.